# André de Albuquerque Ribafria
André de Albuquerque Ribafria (São Martinho (Sintra), baptizado em 30 de Maio de 1621 - Elvas, 14 de Janeiro de 1659), 4.º alcaide-mor do Castelo e Vila de Sintra, senhor da Torre de Ribafria, Mestre de Campo General da Província do Alentejo.
Foi um dos melhores generais da cavalaria portuguesa durante a Guerra da Restauração. "O largo exercício da guerra o fez insigne na disciplina militar, sabia melhor que todos mandar com acerto, e obedecer com prontidão. Alternava extremos de afável e severo, de modesto e altivo, regulando os afectos à proporção dos casos e das pessoas".
Foi o comandante da vitória da Batalha de Arronches, apesar de a combater ferido, e morreu na batalha das Linhas de Elvas em 14 de Janeiro de 1659.
Ainda em vida do pai lhe conseguira este que, com dispensa da falta de idade, obtivesse o hábito da Ordem de Cristo. A carta de hábito e alvará de cavaleiro são-lhe dados por Filipe III de Portugal em 3 de Agosto de 1633. Se, também, por carta de 10 de Dezembro de 1649, sucedeu na comenda de São Mamede de Sortes, que fora do pai e avô, uma portaria de 31 de Maio facultou-lhe, pelos seus muitos serviços uma renda na de São Miguel de Nogueira, o que se lhe mudou por mercê régia, de 22 de Agosto de 1653, na de Redinha; a carta desta comenda tem a data de 24 de Fevereiro de 1654. Outra portaria, esta de 8 de Junho de 1654, atribuiu-lhe a Comenda de Redinha, na mesma Ordem, de que lhe é passada outra carta com a data de 12 de Março de 1655.

## Biografia
Ao ter ficado órfão com 15 anos, ele, o seu irmão Pedro de Albuquerque Lobo e suas irmãs, que eram mais novos, ficaram sob a tutela de D. Antão de Almada, "o ilustre Restaurador".
Em 1636 ou princípios de 37, o encontramos culpado na morte de um tal Domingos da Silva, crime de que é perdoado por mercê régia.
Em 1638, ainda sob o ceptro de Filipe IV de Espanha, na simples qualidade de soldado arcabuzeiro parte para o Brasil na armada que o Governador-Geral Conde da Torre comanda com o fito de travar o expansionismo holandês e é sob o mesmo comando que participa na desastrosa empresa naval de Pernambuco, no ano seguinte. Regressado ao Reino de Portugal, em 1640, torna-se, talvez por influência do tutor D. Antão, um dos iniciados na conjura, «hum dos fidalgos confidentes que com o maior zello obraram o anno de quarenta na aclamação», no próprio dizer de uma carta régia - Arquivo Nacional da Torre do Tombo (ANTT), Chancelaria de D. João IV L. 26 f. 15. Já por este tempo Alcaide-Mor de Sintra (19 de Maio de 1639) é nessa qualidade que consta na «Lista dos Fidalgos que se acharão na felice aclamação de Sua Majestade».

## Herói da Guerra da Restauração
O historiador militar Gastão de MeIo de Matos traçou-lhe já, na sua monumental «Vida de André de Albuquerque Ribafria», as linhas de tão fulgurante carreira e os eventos da época em que viveu e que aqui transcrevemos:
«Em princípios de 1641 foi nomeado capitão de infantaria para o Alentejo, onde ficou largos anos sem vir à Côrte, ao contrário do que faziam a maior parte dos oficiais. Tomou parte em muitas das operações de pequena guerra e em 1642 foi promovido a Mestre de Campo.
Em 1643, os portugueses tomaram a ofensiva, apoderando-se de algumas praças secundárias, e tentando um infrutuoso ataque a Badajoz; em 1 de Setembro, no ataque de Alconchel, foi ferido André de Albuquerque, que em Outubro foi nomeado governador de Villa Nueva del Fresno, uma das praças conquistadas. Daqui passou com o seu terço à guarnição de Campo Maior e, mais tarde, à de Elvas.
Em 1645 tomou parte numa empresa contra Badajoz. Durante todo este tempo, recebeu muitas cartas régias de agradecimento e em 1646, foi promovido a general de artilharia, com prejuízo de mestres de campo mais antigos. Como tal, comandou o ataque e tomada de Codiceira e teve papel importante noutras operações; exerceu por vezes interinamente, o governo das armas da província e foi, em 1650, promovido a general de cavalaria.
Parece ter introduzido novos processos tácticos e, sobretudo, deu à Cavalaria uma capacidade de combate muito superior à que tivera, tornando-a melhor que a cavalaria espanhola. Comandou o vitorioso combate de Arronches. E se no violento recontro tombou o general espanhol Conde de Amarante, o próprio Ribafria foi gravemente ferido no rosto, atravessado de lado a lado por uma estocada, atropelado no chão da batalha por duas cargas de cavalaria e dado por morto, o que milagrosamente não sucedeu.
Da sua acção comentaria ao Monarca o Governador das Armas do Alentejo, Conde de Soure: «O General da Cavalaria procedeo com tão singular valor, prudência e arte, que deixou muito que invejar aos mayores governadores do mundo!...».
Escreveria também, posteriormente, o Tenente General do Exército Joane Mendes de Vasconcellos, à Rainha, «que o nosso heroe André de Albuquerque era dos mais valentes Cabos da Cavallaria que tinha a Europa».
Em 1675 era promovido a Mestre de Campo General, sendo especialmente encarregado, nos anos em que deteve este posto e mercê da superior competência que lhe era reconhecida, do comando de toda a cavalaria.
Assim, grandemente recompensado e no desempenho do alto posto militar que ocupava, continuou a campanha, dirigindo vários combates, a tomada do Forte de São Miguel, junto de Badajoz. Durante a continuação do cerco da cidade adoeceu de uma epidemia que se desenvolveu nas tropas sitiadoras que e causou tais perdas no exército que este teve de levantar o cerco. Foi transportado para Elvas onde fora Provedor da Misericórdia e dali saiu, ainda muito doente, para organizar o exército de socorro, cujo comando foi dado ao Conde de Cantanhede, mas cujas operações, que parece terem sido dirigidas por André de Albuquerque, conduziram à Batalha das Linhas de Elvas, que provocou a dissolução do exército castelhano.
.. na manhã de 14 de Janeiro de 1650 arrojava-se o Alcaide-Mor de Sintra contra as linhas castelhanas que sitiavam a moribunda guarnição de Elvas. Vitoriosos os portugueses e praticamente decidida a batalha, «já em toda a parte hião os inimigos cedendo a vitória às nossas armas - segundo o escrito de Barbosa Machado -, estando a sua infantaria rôta e a cavalaria descomposta, quando a intempestiva desordem com que o terço foi perdendo o terreno na conquista de um forte que se defendia com valerosa constância, obrigou a vir àquela parte o General André de Albuquerque. Não soffreu o alentado coração d'este heroe que na sua presença dessem os nossos soldados o menor signal de fraqueza, e, querendo animá-los com o exemplo, arrojou o cavallo ao fosso do forte». Neste transe os levou até junto da estacada, repelindo os fugitivos com a bengala ao mesmo tempo que com a mesma tocava as estacas mostrando como deviam ser arrancadas. Tendo um braço levantado uma bala de mosquete entrou-lhe por um sovaco, não protegido pela couraça, ferindo-o mortalmente. Já não pronunciou palavra e, não caindo imediatamente do cavalo, foi o corpo amparado pelo vedor-geral Jorge da Franca e pelo contador António de Torres, que valorosamente o acompanhavam.
A batalha fôra, entretanto, ganha; não tanto pela direcção de Marialva, que um informador francês da época desdenha, mas porque «exeoutée par les ordres et le courage de André Albuquerque». Estava dado o golpe mortal nas forças invasoras.
Foi o cadáver de André de Albuquerque levado para Elvas onde esteve exposto na Igreja de Santa Maria de Alcáçova. Daí, com soleníssima pompa militar, foi levado a sepultar na Igreja de São Francisco dos Capuchos, no dia 16 de Janeiro, na Capela de Santo António.
O Visconde de Vila Nova de Cerveira, em carta à Rainha D. Luísa de Gusmão terá, porventura, expresso do melhor modo o sentimento do geral dos contemporâneos: «... e beijo a Vossa Majestade os pés pelo sentimento que Vossa Majestade me significa do falecimento de André de Albuquerque Ribafria, tão digno da estimação que Vossa Majestade devia fazer do seu heróico valor e grandes serviços, logrou a felicidade de dar a vida pela defesa da Corôa de Vossa Magestade e pela liberdade da sua Pátria, ditoso e glorioso fim que o consumou em varão tão insigne como suas grandes partes mereciam».

## Dados Genealógicos
Filho de:
- Gaspar Gonçalves de Albuquerque Ribafria[5] (Sintra, cerca de 1576/77 - 20 de Julho de 1636), cavaleiro da Ordem de Cristo (15 de Junho de 1633), 3.º Alcaide-Mor do Castelo e Vila de Sintra (30 de Agosto de 1632), senhor da Torre de Ribafria e da comenda de São Mamede de Sortes, filho de Gaspar Gonçalves Ribafria, 2.º Alcaide-Mor do Castelo e Vila de Sintra.
- D. Ângela de Noronha, natural de Elvas, filha de D. Pedro Lobo e de sua 2.ª mulher D. Brites da Silveira.

Não casou André de Albuquerque Ribafria; o Conde da Ericeira diz-nos que à data da morte estava justo para casar com D. Ana de Portugal, que acabou solteira, filha de D. João de Almeida «o formoso» que foi Vedor da Casa de D. João IV, comendador da Ordem de Cristo, Alcaide-Mor de Alcobaça, Reposteiro-Mor de D. Afonso VI.
Em Olivença e ainda muito novo, terá seduzido certa donzela com promessas de casamento; era ela D. Catarina de Monroy, de fidalga geração, filha do castelhano Alfonso Vasquez de Sotto, de Alconchel, e de sua mulher D. Joana de Brito e Monroy, de Elvas.
Desses amores nasceu D. Ângela Maria de Albuquerque nascida na freguesia da Sé, em Elvas, cerca do ano de 1650 e recolhida no Convento de Santos sob os cuidados de sua tia paterna D. Francisca da Silva, que aí professara. Parece não ter sido legitimada, ainda que reconhecida e, ao que parece, beneficiada por disposições paternas. Sabe-se que, quer sua tia D. Francisca, quer o Conde de Soure, antigo companheiro de Ribafria, desde muito cedo se empenharam junto ao Trono para a beneficiar. E tanto assim que, dotando-a com várias tenças paternas e as comendas de S. Mamede de Sortes e da Redinha, lhe procurou o Monarca o casamento com D. António de Menezes Sottomayor «o de Formoselhe», Comendador da Ordem de Cristo e 5.º Alcaide-Mor de Sintra pelo seu casamento, cargo que ainda detinha em 1709.
D. Angélica Maria de Albuquerque, que casara com cerca de 14 ou 15 anos, pouco viveu em Ribafria aonde se acolhera com o marido, morrendo muito nova sem filhos.